# 志度インターチェンジ
志度インターチェンジ（しどインターチェンジ）は、香川県さぬき市にある高松自動車道のインターチェンジ。さぬき市の旧志度町・旧長尾町両地域の最寄りインターチェンジである。
2025年（令和7年）2月27日より料金所がETC専用になっている。

## 道路
- E11 高松自動車道
- 接続する道路：香川県道141号石田東志度線

## 料金所

### 入口
- ブース数:2
  - ETC専用:1
  - ETC・サポート:1

### 出口
- ブース数:2
  - ETC専用:1
  - サポート:1

## 隣
E11 高松自動車道
(12)津田寒川IC -  (13) 志度IC  - (14)さぬき三木IC